# Llista de monuments del Montsià
Llista de monuments del Montsià inclosos en l'Inventari del Patrimoni Arquitectònic Català. Inclou els inscrits en el Registre de Béns Culturals d'Interès Nacional (BCIN) amb la classificació de monuments històrics, els Béns Culturals d'Interès Local (BCIL) de caràcter immoble i la resta de béns arquitectònics integrants del patrimoni cultural català.

## Alcanar
| Monument                                                                  | Protecció    | Estil/època                                            | Localització                                                        | Coordenades                                          | Codi?         | Imatge |
| ------------------------------------------------------------------------- | ------------ | ------------------------------------------------------ | ------------------------------------------------------------------- | ---------------------------------------------------- | ------------- | --- |
| Torre del Moro II, Torre d'en Pasqualet                                   | BCIN 462-MH  | Obra popular XVI                                       | Alcanar A l'oest de la ctra. N-340, partida del Codonyol            | 40° 37′ 04″ N, 0° 34′ 14″ E / 40.617778°N,0.570556°E | RI-51-0006553 | Torre del Moro II (Alcanar) · Vegeu més fotos d'aquest monument · Carregueu una nova foto d'aquest monument                         |
| Torre del Moro III, Torre de n'Urbano, l'Última Torre, Torre de Capadello | BCIN 463-MH  | Obra popular XVI                                       | Alcanar                                                             | 40° 36′ 59″ N, 0° 33′ 59″ E / 40.616389°N,0.566389°E | RI-51-0006554 | Torre del Moro III (Alcanar) · Vegeu més fotos d'aquest monument · Carregueu una nova foto d'aquest monument                        |
| Torre d'en Morralla                                                       | BCIN 731-MH  | Obra popular XVI                                       | Alcanar Partida la Fonda                                            | 40° 34′ 29″ N, 0° 32′ 09″ E / 40.574722°N,0.535833°E | RI-51-0006555 | Torre d'en Morralla (Alcanar) · Vegeu més fotos d'aquest monument · Carregueu una nova foto d'aquest monument                       |
| Torre d'en Calbo o d'en Gimeno                                            | BCIN 732-MH  | Obra popular XVI-XVII                                  | Alcanar Camí de la Torre d'en Morralla, partida de la Fonda         | 40° 34′ 38″ N, 0° 32′ 07″ E / 40.577187°N,0.535152°E | RI-51-0006556 | Carregueu una nova foto d'aquest monument                                                                                           |
| Torre del carrer Nou                                                      | BCIN 749-MH  | Obra popular XIV-XVI                                   | Alcanar C. Nou - c. del Raval                                       | 40° 32′ 39″ N, 0° 28′ 56″ E / 40.544167°N,0.482222°E | RI-51-0006551 | Torre del carrer Nou (Alcanar) · Vegeu més fotos d'aquest monument · Carregueu una nova foto d'aquest monument                      |
| Escut d'Alcanar                                                           | BCIN 3994-MH | Barroc XVII                                            | Alcanar Ermita de la Mare de Déu del Remei                          | 40° 33′ 33″ N, 0° 28′ 44″ E / 40.559167°N,0.478889°E | IPA-6250      | Escut d'Alcanar · Vegeu més fotos d'aquest monument · Carregueu una nova foto d'aquest monument                                     |
| El Rocall                                                                 |              | Obra popular XVIII                                     | Alcanar Darrere de l'església, barri del Rocall                     | 40° 32′ 39″ N, 0° 28′ 56″ E / 40.544184°N,0.482183°E | IPA-6211      | Carregueu una nova foto d'aquest monument                                                                                           |
| Habitatge del carrer de Càlig, 18                                         |              | Obra popular XVII                                      | Alcanar C. Càlig, 18                                                | 40° 32′ 35″ N, 0° 28′ 48″ E / 40.54295°N,0.47996°E   | IPA-6212      | Carregueu una nova foto d'aquest monument                                                                                           |
| Casa pagesa al carrer Jesús, 4                                            |              | Obra popular XVIII-XIX                                 | Alcanar C. Jesús, 4                                                 | 40° 32′ 43″ N, 0° 28′ 41″ E / 40.5453°N,0.478008°E   | IPA-6213      | Carregueu una nova foto d'aquest monument                                                                                           |
| Habitatge al carrer Callao, 14                                            |              | Obra popular XVII                                      | Alcanar C. Callao, 14, les Cases d'Alcanar                          | 40° 33′ 09″ N, 0° 31′ 49″ E / 40.55248°N,0.53024°E   | IPA-6215      | Carregueu una nova foto d'aquest monument                                                                                           |
| Pont dels Estretets                                                       |              | Obra popular Romà                                      | Alcanar Barranc de Sòl de Riu, camí de les Martorelles              | 40° 31′ 41″ N, 0° 29′ 36″ E / 40.528085°N,0.493215°E | IPA-6216      | Carregueu una nova foto d'aquest monument                                                                                           |
| Camí de Virol, o Lligallo de les Cases                                    |              | Obra popular XIX-XX                                    | Alcanar Les Cases d'Alcanar                                         | 40° 32′ 16″ N, 0° 31′ 04″ E / 40.537852°N,0.517793°E | IPA-6217      | Carregueu una nova foto d'aquest monument                                                                                           |
| Església parroquial de Sant Miquel                                        |              | Gòtic tardà, renaixement, neoclassicisme XVI-XVII, XIX | Alcanar Pl. Sant Miquel                                             | 40° 32′ 38″ N, 0° 28′ 53″ E / 40.543892°N,0.481483°E | IPA-6219      | Església parroquial de Sant Miquel (Alcanar) · Vegeu més fotos d'aquest monument · Carregueu una nova foto d'aquest monument        |
| L'Abadia, o Rectoria                                                      |              | Historicisme XIX                                       | Alcanar Pl. de l'Abadia                                             | 40° 32′ 38″ N, 0° 28′ 54″ E / 40.543795°N,0.481785°E | IPA-6220      | Carregueu una nova foto d'aquest monument                                                                                           |
| Ermita de la Mare de Déu del Remei, o Santuari del Remei                  | BCIL 2013    | Gòtic-renaixement, neoclassicisme XVI-XVII, XVIII      | Alcanar Camí vell d'Alcanar a Ulldecona                             | 40° 33′ 33″ N, 0° 28′ 45″ E / 40.559225°N,0.479117°E | IPA-6221      | Ermita de la Mare de Déu del Remei (Alcanar) · Vegeu més fotos d'aquest monument · Carregueu una nova foto d'aquest monument        |
| Cisterna                                                                  |              | Obra popular XVII                                      | Alcanar C. de la Generalitat, davant l'ajuntament                   | 40° 32′ 35″ N, 0° 28′ 53″ E / 40.543107°N,0.481473°E | IPA-6224      | Carregueu una nova foto d'aquest monument                                                                                           |
| Casa O'Connor                                                             |              | Obra popular, modernisme XVII, XX                      | Alcanar C. de la Generalitat, 14                                    | 40° 32′ 35″ N, 0° 28′ 55″ E / 40.543068°N,0.481954°E | IPA-6225      | Carregueu una nova foto d'aquest monument                                                                                           |
| Casa del Marquès de Las Atalayuelas                                       |              | Eclecticisme XIX                                       | Alcanar Pl. Major - c. Sebastià Anglès                              | 40° 32′ 36″ N, 0° 28′ 50″ E / 40.543363°N,0.480608°E | IPA-6226      | Carregueu una nova foto d'aquest monument                                                                                           |
| Casa Sunyer                                                               |              | Obra popular XIX-XX                                    | Alcanar C. Càlig, 3                                                 | 40° 32′ 35″ N, 0° 28′ 50″ E / 40.543090°N,0.480619°E | IPA-6227      | Carregueu una nova foto d'aquest monument                                                                                           |
| Clos de Codorniu, o Tancat de Codorniu                                    |              | Obra popular, eclecticisme XIX                         | Alcanar Ctra. N-340, km 150, camí del Tancat, partida de Sol de Riu | 40° 31′ 41″ N, 0° 30′ 37″ E / 40.528090°N,0.510329°E | IPA-6228      | Clos de Codorniu (Alcanar) · Vegeu més fotos d'aquest monument · Carregueu una nova foto d'aquest monument                          |
| Casa de la Mestra Gual                                                    |              | Obra popular XIX                                       | Alcanar Alcalde Sanmartí, 14-18                                     | 40° 32′ 38″ N, 0° 28′ 49″ E / 40.54382°N,0.48031°E   | IPA-6229      | Casa de la Mestra Gual (Alcanar) · Vegeu més fotos d'aquest monument · Carregueu una nova foto d'aquest monument                    |
| El Pla, o Torre del Marquès, Villa Carmen                                 |              | Eclecticisme XIX-XX                                    | Alcanar Ctra. N-340, km 152,5, partida del Pla                      | 40° 33′ 17″ N, 0° 31′ 08″ E / 40.554642°N,0.518877°E | IPA-6230      | Carregueu una nova foto d'aquest monument                                                                                           |
| Església de Sant Pere                                                     |              | Obra popular, eclecticisme XIX                         | Alcanar Pl. de Sant Pere, les Cases d'Alcanar                       | 40° 33′ 09″ N, 0° 31′ 50″ E / 40.552613°N,0.530619°E | IPA-6231      | Església de Sant Pere (Alcanar) · Vegeu més fotos d'aquest monument · Carregueu una nova foto d'aquest monument                     |
| Hort de l'Adell                                                           |              | Obra popular, eclecticisme XIX                         | Alcanar C. Lepanto, 8-16 - Isaac Peral, 2, les Cases d'Alcanar      | 40° 33′ 08″ N, 0° 31′ 49″ E / 40.5523°N,0.530364°E   | IPA-6232      | Carregueu una nova foto d'aquest monument                                                                                           |
| Palau dels Peris                                                          |              | Obra popular, modernisme XIX-XX                        | Alcanar Ctra. Nova, 1-3                                             | 40° 32′ 32″ N, 0° 28′ 52″ E / 40.542304°N,0.481064°E | IPA-6233      | Carregueu una nova foto d'aquest monument                                                                                           |
| Hospital Modern                                                           |              | Obra popular, neoclassicisme XIX (1898)                | Alcanar C. Càlig, 30                                                | 40° 32′ 34″ N, 0° 28′ 45″ E / 40.542846°N,0.479254°E | IPA-6234      | Carregueu una nova foto d'aquest monument                                                                                           |
| Habitatge a la plaça Major, 3                                             |              | Obra popular, modernisme XIX-XX                        | Alcanar Pl. Major, 3                                                | 40° 32′ 35″ N, 0° 28′ 50″ E / 40.54316°N,0.48068°E   | IPA-6235      | Carregueu una nova foto d'aquest monument                                                                                           |
| Edifici dels Josepets, Convent dels Josepets                              | BCIL 2012    | Noucentisme XX Inici                                   | Alcanar Antiga ctra. de les Cases, les Cases d'Alcanar              | 40° 33′ 13″ N, 0° 31′ 36″ E / 40.553579°N,0.526794°E | IPA-6236      | Edifici dels Josepets (Alcanar) · Vegeu més fotos d'aquest monument · Carregueu una nova foto d'aquest monument                     |
| El Calvari                                                                |              | Obra popular XIX-XX                                    | Alcanar C. Sant Joan, barri de la Bassa                             | 40° 32′ 48″ N, 0° 28′ 54″ E / 40.546570°N,0.481722°E | IPA-6237      | Carregueu una nova foto d'aquest monument                                                                                           |
| Molí del Marquès                                                          |              | Obra popular                                           | Alcanar Ctra. Àngol, camí nord                                      |                                                      | IPA-6238      | Carregueu una nova foto d'aquest monument                                                                                           |
| Molí de Carceller o Molí del Marquès                                      |              | Obra popular XVIII Final                               | Alcanar                                                             |                                                      | IPA-6239      | Carregueu una nova foto d'aquest monument                                                                                           |
| Pou de la Verge del Remei                                                 |              | Obra popular XX                                        | Alcanar Camí del Pou de la Verge                                    | 40° 32′ 37″ N, 0° 29′ 11″ E / 40.54371°N,0.486464°E  | IPA-6240      | Carregueu una nova foto d'aquest monument                                                                                           |
| Pou de Sant Isidre, o Pou del Marquès                                     |              | Obra popular XX                                        | Alcanar Alcalde Sanmartí, la Fanecada                               | 40° 32′ 30″ N, 0° 27′ 26″ E / 40.54170°N,0.45722°E   | IPA-6241      | Carregueu una nova foto d'aquest monument                                                                                           |
| Pou de Sant Miquel                                                        |              | Obra popular XX                                        | Alcanar Alcalde Sanmartí, la Fanecada                               | 40° 32′ 39″ N, 0° 28′ 30″ E / 40.544291°N,0.474867°E | IPA-6242      | Pou de Sant Miquel (Alcanar) · Vegeu més fotos d'aquest monument · Carregueu una nova foto d'aquest monument                        |
| Hort de Sant Rafel Arcàngel, o el Pla                                     |              | Obra popular XX                                        | Alcanar A l'oest de la ctra. N-340, altura les Cases d'Alcanar      |                                                      | IPA-6243      | Carregueu una nova foto d'aquest monument                                                                                           |
| Fonda Vella                                                               |              | Obra popular XVIII                                     | Alcanar Ctra. N-340, km 155-156, Alcanar platja                     | 40° 34′ 06″ N, 0° 32′ 16″ E / 40.568324°N,0.537685°E | IPA-6244      | Fonda Vella (Alcanar) · Vegeu més fotos d'aquest monument · Carregueu una nova foto d'aquest monument                               |
| Habitatge a la plaça Major, 43                                            |              | Obra popular XVIII                                     | Alcanar Pl. Major, 43                                               | 40° 32′ 35″ N, 0° 28′ 50″ E / 40.543112°N,0.480668°E | IPA-6245      | Carregueu una nova foto d'aquest monument                                                                                           |
| Habitatge al carrer de la Generalitat, 13                                 |              | Obra popular XX                                        | Alcanar C. de la Generalitat, 13                                    | 40° 32′ 36″ N, 0° 28′ 54″ E / 40.54322°N,0.48178°E   | IPA-6246      | Carregueu una nova foto d'aquest monument                                                                                           |
| Habitatge al carrer Hug Fullalquer, 18                                    |              | Obra popular XIX-XX                                    | Alcanar C. Hug Fullalquer, 18                                       | 40° 32′ 37″ N, 0° 28′ 53″ E / 40.54366°N,0.48151°E   | IPA-6247      | Carregueu una nova foto d'aquest monument                                                                                           |
| Habitatges plaça Dr. Fleming - c. del Mar                                 |              | Obra popular XIX-XX                                    | Alcanar Pl. Dr. Fleming - c. del Mar                                | 40° 32′ 36″ N, 0° 28′ 56″ E / 40.54323°N,0.48227°E   | IPA-6248      | Carregueu una nova foto d'aquest monument                                                                                           |
| Capelleta del Remei                                                       |              | Obra popular XVIII-XIX                                 | Alcanar Ctra. Alcanar-Ulldecona, trencall cap al Remei              | 40° 33′ 22″ N, 0° 28′ 27″ E / 40.556216°N,0.474173°E | IPA-6249      | Capelleta del Remei (Alcanar) · Vegeu més fotos d'aquest monument · Carregueu una nova foto d'aquest monument                       |
| Barraca de vesc                                                           |              | Obra popular XX                                        | Alcanar                                                             | 40° 32′ 40″ N, 0° 29′ 04″ E / 40.54455°N,0.48440°E   | IPA-6258      | Carregueu una nova foto d'aquest monument                                                                                           |
| Pont de la carretera N-340 sobre la Sénia                                 |              | Obra popular XX                                        | Alcanar Ctra. N-340 sobre el riu Sénia                              | 40° 31′ 34″ N, 0° 30′ 21″ E / 40.526054°N,0.505952°E | IPA-13813     | Pont de la carretera N-340 sobre la Sénia (Alcanar) · Vegeu més fotos d'aquest monument · Carregueu una nova foto d'aquest monument |

## Amposta
Vegeu la llista de monuments d'Amposta

## Freginals
| Monument                                     | Protecció | Estil/època               | Localització                                                  | Coordenades                                          | Codi?    | Imatge |
| -------------------------------------------- | --------- | ------------------------- | ------------------------------------------------------------- | ---------------------------------------------------- | -------- | --- |
| Creu de terme del Coll                       |           | Gòtic XIV                 | Freginals Ctra. Ulldecona                                     | 40° 40′ 45″ N, 0° 30′ 43″ E / 40.67928°N,0.51194°E   | IPA-6353 | Carregueu una nova foto d'aquest monument                                                                                        |
| Església parroquial de Sant Bartomeu         | BCIL 1982 | Gòtic tardà, barroc XVIII | Freginals Pl. d'Espanya                                       | 40° 40′ 18″ N, 0° 31′ 13″ E / 40.671603°N,0.520205°E | IPA-6354 | Església parroquial de Sant Bartomeu (Freginals) · Vegeu més fotos d'aquest monument · Carregueu una nova foto d'aquest monument |
| Casa pairal de Martí-Miralles                |           | Obra popular XVIII Inici  | Freginals C. Major, 13                                        | 40° 40′ 18″ N, 0° 31′ 11″ E / 40.671655°N,0.519755°E | IPA-6355 | Carregueu una nova foto d'aquest monument                                                                                        |
| Mas de Pinyol, o Mas de White                |           | Obra popular XVIII        | Freginals Ctra. Ulldecona - Santa Bàrbara, partida els Masets | 40° 40′ 08″ N, 0° 30′ 20″ E / 40.668786°N,0.505536°E | IPA-6356 | Carregueu una nova foto d'aquest monument                                                                                        |
| Caseta de camp                               |           | Obra popular              | Freginals Junt al forn de calç de Fer                         | 40° 40′ 35″ N, 0° 31′ 30″ E / 40.676391°N,0.525036°E | IPA-6359 | Carregueu una nova foto d'aquest monument                                                                                        |
| Barraca de pedra en sec amb aljub            |           | Obra popular              | Freginals Camí de la Pedrera                                  |                                                      | IPA-6361 | Carregueu una nova foto d'aquest monument                                                                                        |
| Forn de calç d'en Fermín Fonollosa           |           | Obra popular XX Mitjan    | Freginals Ctra. a Amposta                                     | 40° 40′ 35″ N, 0° 31′ 31″ E / 40.676416°N,0.525313°E | IPA-6362 | Carregueu una nova foto d'aquest monument                                                                                        |
| Forn de calç d'en Tela                       |           | Obra popular              | Freginals Creu del Coll                                       | 40° 40′ 51″ N, 0° 30′ 44″ E / 40.680769°N,0.512223°E | IPA-6363 | Carregueu una nova foto d'aquest monument                                                                                        |
| Barraca de pedra en sec amb aljub            |           | Obra popular              | Freginals Vers la Creu del Coll                               | 40° 40′ 53″ N, 0° 31′ 12″ E / 40.68139°N,0.52010°E   | IPA-6364 | Carregueu una nova foto d'aquest monument                                                                                        |
| Calvari                                      |           | Obra popular              | Freginals C. Calvari                                          | 40° 40′ 21″ N, 0° 31′ 15″ E / 40.672550°N,0.520713°E | IPA-6357 | Carregueu una nova foto d'aquest monument                                                                                        |
| Barraca de Quicolis, barraca de pedra en sec |           | Obra popular              | Freginals Vers la Creu del Coll, la Pedrera                   | 40° 40′ 16″ N, 0° 31′ 15″ E / 40.671245°N,0.520904°E | IPA-6360 | Carregueu una nova foto d'aquest monument                                                                                        |

## La Galera
| Monument                                               | Protecció   | Estil/època                       | Localització                                                   | Coordenades                                          | Codi?         | Imatge |
| ------------------------------------------------------ | ----------- | --------------------------------- | -------------------------------------------------------------- | ---------------------------------------------------- | ------------- | --- |
| Torre de la Galera, Església de Sant Llorenç           | BCIN 875-MH | Gòtic, barroc XIV-XVII, XVIII     | La Galera C. Major                                             | 40° 40′ 51″ N, 0° 27′ 46″ E / 40.680833°N,0.462778°E | RI-51-0006630 | Torre de la Galera (la Galera) · Vegeu més fotos d'aquest monument · Carregueu una nova foto d'aquest monument                 |
| Habitatge al carrer de la Creu                         |             | Eclecticisme XX Inici             | La Galera C. de la Creu, 5                                     | 40° 40′ 49″ N, 0° 27′ 40″ E / 40.68023°N,0.46113°E   | IPA-6366      | Carregueu una nova foto d'aquest monument                                                                                      |
| Pont sobre el barranc de la Galera                     | BCIL 1982   | Obra popular XX                   | La Galera Ctra. Tortosa - la Sénia, per Santa Bàrbara          | 40° 40′ 50″ N, 0° 27′ 42″ E / 40.680678°N,0.461803°E | IPA-6367      | Pont sobre el barranc de la Galera (la Galera) · Vegeu més fotos d'aquest monument · Carregueu una nova foto d'aquest monument |
| Creu de terme de la Galera                             |             | Obra popular Medieval, XX         | La Galera Al final del c. de la Creu, direcció la Sénia        | 40° 40′ 41″ N, 0° 27′ 29″ E / 40.678043°N,0.458055°E | IPA-6368      | Carregueu una nova foto d'aquest monument                                                                                      |
| Magatzem al carrer Sant Llorenç, 9                     |             | Obra popular XX Inici             | La Galera C. Sant Llorenç, 9                                   | 40° 40′ 52″ N, 0° 27′ 48″ E / 40.68116°N,0.4632°E    | IPA-6369      | Carregueu una nova foto d'aquest monument                                                                                      |
| Habitatge al carrer Sant Llorenç, 74                   |             | Eclecticisme XX Inici             | La Galera C. Sant Llorenç, 74                                  | 40° 40′ 59″ N, 0° 27′ 51″ E / 40.682945°N,0.464171°E | IPA-6371      | Carregueu una nova foto d'aquest monument                                                                                      |
| Casa Verge                                             |             | Noucentisme XX Inici              | La Galera C. Major, 52                                         | 40° 40′ 56″ N, 0° 27′ 47″ E / 40.68236°N,0.4631°E    | IPA-6372      | Carregueu una nova foto d'aquest monument                                                                                      |
| Ajuntament                                             | BCIL 1982   | Obra popular XX Inici             | La Galera Pl. Espanya - c. Sant Llorenç, 36                    | 40° 40′ 54″ N, 0° 27′ 49″ E / 40.681578°N,0.463577°E | IPA-6373      | Ajuntament (la Galera) · Vegeu més fotos d'aquest monument · Carregueu una nova foto d'aquest monument                         |
| Mercat                                                 | BCIL 1982   | Arquitectura del ferro XX         | La Galera C. Major - c. Sant Isidre                            | 40° 40′ 56″ N, 0° 27′ 48″ E / 40.682190°N,0.463285°E | IPA-6374      | Carregueu una nova foto d'aquest monument                                                                                      |
| Capella de Sant Vicenç Ferrer                          |             | Obra popular XX Mitjan            | La Galera Al costat del pont sobre el barranc                  | 40° 40′ 51″ N, 0° 27′ 43″ E / 40.680777°N,0.461865°E | IPA-6376      | Carregueu una nova foto d'aquest monument                                                                                      |
| Barraca de vesc                                        |             | Obra popular                      | La Galera Camí de les coves per sobre el canal a l'esquerra    | 40° 41′ 20″ N, 0° 26′ 22″ E / 40.689003°N,0.439333°E | IPA-6378      | Carregueu una nova foto d'aquest monument                                                                                      |
| Pont de pedra en sec                                   |             | Obra popular                      | La Galera Barranquet que a 500 m vessa al barranc de la Galera | 40° 41′ 37″ N, 0° 29′ 47″ E / 40.69364°N,0.49628°E   | IPA-6379      | Carregueu una nova foto d'aquest monument                                                                                      |
| Casal de la Vila                                       |             | Obra popular XX (1990)            | La Galera C. la Peixate                                        | 40° 40′ 52″ N, 0° 27′ 51″ E / 40.681105°N,0.464216°E | IPA-6645      | Carregueu una nova foto d'aquest monument                                                                                      |
| Casa Maria del Mas                                     |             | Modernisme, obra popular XX Inici | La Galera C. Major, 10                                         | 40° 40′ 53″ N, 0° 27′ 46″ E / 40.681271°N,0.462832°E | IPA-30931     | Carregueu una nova foto d'aquest monument                                                                                      |
| Casa l'Euduvigis                                       |             | Obra popular XIX Mitjan           | La Galera C. Major, 63                                         | 40° 40′ 58″ N, 0° 27′ 48″ E / 40.68291°N,0.46332°E   | IPA-30932     | Carregueu una nova foto d'aquest monument                                                                                      |
| Casa Porta, molí de Porta, molí de la Creu             |             | Obra popular XIX Final            | La Galera C. de la Creu, 10                                    | 40° 40′ 48″ N, 0° 27′ 39″ E / 40.680120°N,0.460709°E | IPA-30933     | Carregueu una nova foto d'aquest monument                                                                                      |
| Casa de pagès la Sorteta                               |             | Obra popular XIX                  | La Galera C. Tarragona, 3                                      | 40° 40′ 52″ N, 0° 27′ 43″ E / 40.68114°N,0.46204°E   | IPA-30934     | Carregueu una nova foto d'aquest monument                                                                                      |
| Sénia del Bassot                                       |             | Obra popular XIX-XX               | La Galera C. de la Creu, a l'entrada del poble                 | 40° 40′ 45″ N, 0° 27′ 36″ E / 40.67926°N,0.4599°E    | IPA-30935     | Carregueu una nova foto d'aquest monument                                                                                      |
| Forn de Joanet lo Canterer, o Terrisseria de Cortiella |             | Obra popular XIX-XX               | La Galera C. de la Creu                                        | 40° 40′ 45″ N, 0° 27′ 33″ E / 40.679077°N,0.459213°E | IPA-30936     | Carregueu una nova foto d'aquest monument                                                                                      |

## Godall
| Monument                                                                         | Protecció | Estil/època                                | Localització                                                    | Coordenades                                          | Codi?     | Imatge |
| -------------------------------------------------------------------------------- | --------- | ------------------------------------------ | --------------------------------------------------------------- | ---------------------------------------------------- | --------- | --- |
| Carrer de la Taleca                                                              |           | Obra popular XVIII-XIX                     | Godall C. Taleca                                                | 40° 39′ 22″ N, 0° 28′ 11″ E / 40.656088°N,0.469702°E | IPA-6382  | Carregueu una nova foto d'aquest monument                                                                 |
| Pou Bo                                                                           | BCIL 1982 | Obra popular                               | Godall Pl. del Pou Bo                                           | 40° 39′ 17″ N, 0° 28′ 09″ E / 40.654611°N,0.469198°E | IPA-6383  | Carregueu una nova foto d'aquest monument                                                                 |
| Pou de Sant Roc                                                                  |           | Obra popular                               | Godall C. Sant Roc                                              | 40° 39′ 20″ N, 0° 28′ 16″ E / 40.655655°N,0.471193°E | IPA-6384  | Pou de Sant Roc (Godall) · Vegeu més fotos d'aquest monument · Carregueu una nova foto d'aquest monument  |
| El Pantà                                                                         |           | Obra popular XX (1930)                     | Godall Ctra. de Godall a la Galera                              | 40° 39′ 33″ N, 0° 27′ 56″ E / 40.65920°N,0.46557°E   | IPA-6385  | Carregueu una nova foto d'aquest monument                                                                 |
| Masia de Merades                                                                 |           | Obra popular XVIII-XIX                     | Godall Entre Godall i Ulldecona                                 | 40° 38′ 20″ N, 0° 26′ 26″ E / 40.639003°N,0.440629°E | IPA-6386  | Masia de Merades (Godall) · Vegeu més fotos d'aquest monument · Carregueu una nova foto d'aquest monument |
| Església parroquial de Sant Salvador, o Església de la Transfiguració del Senyor | BCIL 1982 | Obra popular, gòtic tardà, barroc XVI-XVII | Godall Pl. Església o Mare Teresa Blanch                        | 40° 39′ 20″ N, 0° 28′ 07″ E / 40.655629°N,0.468680°E | IPA-6387  | Carregueu una nova foto d'aquest monument                                                                 |
| Casa de Joan Bofill                                                              |           | Noucentisme XX (1925)                      | Godall C. de Gual Villalbí, 16                                  | 40° 39′ 17″ N, 0° 28′ 09″ E / 40.654813°N,0.469237°E | IPA-6388  | Carregueu una nova foto d'aquest monument                                                                 |
| Antic Cementiri de Godall, o Fossar de Godall                                    |           | Obra popular XIX                           | Godall Ctra. la Galera - Godall, 500 m abans d'arribar al poble | 40° 39′ 39″ N, 0° 27′ 56″ E / 40.660948°N,0.465610°E | IPA-6389  | Carregueu una nova foto d'aquest monument                                                                 |
| Mas Patrícia o del Claro                                                         |           | Obra popular XIX                           | Godall Camí Ral - Camí Mas Cervera, partida Planes Noves        | 40° 39′ 22″ N, 0° 26′ 16″ E / 40.656081°N,0.437652°E | IPA-6390  | Carregueu una nova foto d'aquest monument                                                                 |
| Barracó per caçar al filat                                                       |           | Obra popular                               | Godall Partida el Calderó                                       |                                                      | IPA-6391  | Carregueu una nova foto d'aquest monument                                                                 |
| Caseta de camp                                                                   |           | Obra popular                               | Godall Sortida vers la Mola                                     |                                                      | IPA-6392  | Carregueu una nova foto d'aquest monument                                                                 |
| Aixopluc barraca de pedra en sec                                                 |           | Obra popular                               | Godall Camí la Mola, partida el Calderó                         | 40° 38′ 40″ N, 0° 28′ 50″ E / 40.64436°N,0.48047°E   | IPA-6393  | Carregueu una nova foto d'aquest monument                                                                 |
| Casa Madura o de Joan Tomàs                                                      |           | Noucentisme XX (1920)                      | Godall C. Joan Tomàs - c. Sala Vila, 27                         | 40° 39′ 21″ N, 0° 28′ 14″ E / 40.655800°N,0.470680°E | IPA-30937 | Carregueu una nova foto d'aquest monument                                                                 |
| Forn lo Rejolar                                                                  |           | Obra popular XIX                           | Godall C. Sant Roc, dalt de tot                                 | 40° 39′ 22″ N, 0° 28′ 18″ E / 40.655974°N,0.471641°E | IPA-30938 | Carregueu una nova foto d'aquest monument                                                                 |
| Centre històric de Godall                                                        | BCIL 1982 |                                            | Godall Pl. de l'Església                                        | 40° 39′ 20″ N, 0° 28′ 07″ E / 40.655515°N,0.468686°E | IPA-39632 | Carregueu una nova foto d'aquest monument                                                                 |

## Mas de Barberans
| Monument                               | Protecció | Estil/època            | Localització                                                                  | Coordenades                                          | Codi?     | Imatge |
| -------------------------------------- | --------- | ---------------------- | ----------------------------------------------------------------------------- | ---------------------------------------------------- | --------- | --- |
| Lo Carrascal, o El Carrascal           |           | Obra popular XIII-XIX  | Mas de Barberans Camí que parteix de la ctra. del Mas de Barberans a la Sénia | 40° 41′ 41″ N, 0° 20′ 08″ E / 40.694718°N,0.335453°E | IPA-6405  | Carregueu una nova foto d'aquest monument                                                                                           |
| Església parroquial de Sant Marc       | BCIL 1982 | Barroc XVIII-XIX, XX   | Mas de Barberans Pl. de l'Església, 1                                         | 40° 44′ 05″ N, 0° 22′ 27″ E / 40.734771°N,0.374077°E | IPA-6406  | Església parroquial de Sant Marc (Mas de Barberans) · Vegeu més fotos d'aquest monument · Carregueu una nova foto d'aquest monument |
| Casa el Cacahuero, antiga casa Sevilet |           | Obra popular XIX       | Mas de Barberans C. Major, 28 - c. Santa Teresa, 23                           | 40° 44′ 05″ N, 0° 22′ 25″ E / 40.734714°N,0.373667°E | IPA-6407  | Casa el Cacahuero (Mas de Barberans) · Vegeu més fotos d'aquest monument · Carregueu una nova foto d'aquest monument                |
| Casa Damianet, casa molí contrafortada |           | Obra popular XVIII-XIX | Mas de Barberans C. Major, 37                                                 | 40° 44′ 01″ N, 0° 22′ 24″ E / 40.733623°N,0.373211°E | IPA-6408  | Casa Damianet (Mas de Barberans) · Vegeu més fotos d'aquest monument · Carregueu una nova foto d'aquest monument                    |
| Barraca de pedra en sec                |           | Obra popular XIX-XX    | Mas de Barberans Camí vers al Lligallo Major, partida de Planes Noves         | 40° 43′ 53″ N, 0° 23′ 22″ E / 40.73136°N,0.38945°E   | IPA-6411  | Carregueu una nova foto d'aquest monument                                                                                           |
| Caseta de camp                         |           | Obra popular XIX-XX    | Mas de Barberans Partida de Planes Noves                                      | 40° 43′ 43″ N, 0° 24′ 17″ E / 40.728574°N,0.404618°E | IPA-6412  | Carregueu una nova foto d'aquest monument                                                                                           |
| Pont del Cubilar, pont de pedra en sec |           | Obra popular           | Mas de Barberans Ctra. de Mas de Barberans a la Sénia, km 14                  | 40° 43′ 40″ N, 0° 22′ 04″ E / 40.727796°N,0.367691°E | IPA-30654 | Carregueu una nova foto d'aquest monument                                                                                           |

## Masdenverge
| Monument                                        | Protecció | Estil/època      | Localització                          | Coordenades                                          | Codi?    | Imatge |
| ----------------------------------------------- | --------- | ---------------- | ------------------------------------- | ---------------------------------------------------- | -------- | --- |
| Església parroquial de la Mare de Déu del Roser | BCIL 1982 | Noucentisme XX   | Masdenverge Pl. de l'Església         | 40° 42′ 55″ N, 0° 31′ 51″ E / 40.715203°N,0.530858°E | IPA-6395 | Església parroquial de la Mare de Déu del Roser (Masdenverge) · Vegeu més fotos d'aquest monument · Carregueu una nova foto d'aquest monument |
| Mas de Sant Pau, o Mas d'en Tosques             |           | Obra popular XVI | Masdenverge Camí Barranc de la Galera | 40° 43′ 45″ N, 0° 32′ 24″ E / 40.729108°N,0.539909°E | IPA-6396 | Carregueu una nova foto d'aquest monument |
| Molí de Rosquilles                              |           | Obra popular XIX | Masdenverge C. Catalunya, 6           | 40° 42′ 57″ N, 0° 31′ 50″ E / 40.715869°N,0.530547°E | IPA-6397 | Carregueu una nova foto d'aquest monument |
| Pou                                             |           | Obra popular     | Masdenverge C. del Pou                | 40° 43′ 04″ N, 0° 31′ 48″ E / 40.717770°N,0.530101°E | IPA-6399 | Carregueu una nova foto d'aquest monument |

## Sant Carles de la Ràpita
| Monument                                                          | Protecció      | Estil/època                         | Localització                                                                       | Coordenades                                          | Codi?         | Imatge |
| ----------------------------------------------------------------- | -------------- | ----------------------------------- | ---------------------------------------------------------------------------------- | ---------------------------------------------------- | ------------- | --- |
| Església Nova                                                     | BCIN 192-MH-EN | Neoclassicisme XVIII Final          | Sant Carles de la Ràpita C. de Sant Isidre, 128                                    | 40° 36′ 57″ N, 0° 35′ 16″ E / 40.615833°N,0.587778°E | RI-51-0005079 | Església Nova (Sant Carles de la Ràpita) · Vegeu més fotos d'aquest monument · Carregueu una nova foto d'aquest monument                                                |
| La Glorieta, o la Capelleta                                       | BCIN 193-MH-EN | Neoclassicisme XVIII Final          | Sant Carles de la Ràpita Av. Constitució, 66, al pati de les escoles públiques     | 40° 37′ 17″ N, 0° 35′ 14″ E / 40.621389°N,0.587222°E | RI-51-0005080 | La Glorieta (Sant Carles de la Ràpita) · Vegeu més fotos d'aquest monument · Carregueu una nova foto d'aquest monument                                                  |
| Torre del Moro I, Torre de Camín                                  | BCIN 461-MH    | Obra popular XVI                    | Sant Carles de la Ràpita Ctra. N-340, a la banda est, partida del Codonyol         | 40° 37′ 00″ N, 0° 34′ 28″ E / 40.616667°N,0.574444°E | RI-51-0006552 | Torre del Moro I (Sant Carles de la Ràpita) · Vegeu més fotos d'aquest monument · Carregueu una nova foto d'aquest monument                                             |
| Torre de la Guardiola, o Torre del Sagrat Cor                     | BCIN 1267-MH   | Obra popular XV-XVI                 | Sant Carles de la Ràpita Al cim de la Torreta                                      | 40° 37′ 25″ N, 0° 35′ 09″ E / 40.623611°N,0.585833°E | RI-51-0006710 | Torre de la Guardiola (Sant Carles de la Ràpita) · Vegeu més fotos d'aquest monument · Carregueu una nova foto d'aquest monument                                        |
| Castell                                                           | BCIN 1268-MH   | XVIII                               | Sant Carles de la Ràpita Sota del mercat municipal                                 | 40° 37′ 06″ N, 0° 35′ 37″ E / 40.618215°N,0.593595°E | RI-51-0006711 | Carregueu una nova foto d'aquest monument |
| Salines de la Trinitat                                            | BCIL 2014      | Obra popular XX                     | Sant Carles de la Ràpita Aluet-Alfacs, partida Punta de la Banya                   | 40° 35′ 04″ N, 0° 41′ 19″ E / 40.584552°N,0.688597°E | IPA-6414      | Salines de la Trinitat (Sant Carles de la Ràpita) · Vegeu més fotos d'aquest monument · Carregueu una nova foto d'aquest monument                                       |
| Plaça Carles III                                                  | BCIL 2014      | Neoclassicisme XVIII-XX             | Sant Carles de la Ràpita Pl. Carles III                                            | 40° 37′ 12″ N, 0° 35′ 34″ E / 40.620048°N,0.592846°E | IPA-6415      | Plaça Carles III (Sant Carles de la Ràpita) · Vegeu més fotos d'aquest monument · Carregueu una nova foto d'aquest monument                                             |
| Fonts de l'Alameda                                                | BCIL 2014      | Neoclassicisme XVIII                | Sant Carles de la Ràpita Als porxos de la pl. Carles III                           | 40° 37′ 12″ N, 0° 35′ 34″ E / 40.620053°N,0.592828°E | IPA-6416      | Carregueu una nova foto d'aquest monument |
| Capella del Nen Jesús de Praga                                    | BCIL 2014      | Neoclassicisme, obra popular XIX-XX | Sant Carles de la Ràpita C. Jesús, 5                                               | 40° 37′ 11″ N, 0° 35′ 40″ E / 40.619786°N,0.594467°E | IPA-6418      | Carregueu una nova foto d'aquest monument |
| Església parroquial de la Santíssima Trinitat                     | BCIL 2014      | Neoclassicisme XX                   | Sant Carles de la Ràpita Pl. Carles III                                            | 40° 37′ 10″ N, 0° 35′ 32″ E / 40.619540°N,0.592211°E | IPA-6421      | Carregueu una nova foto d'aquest monument |
| Fleca Laureano                                                    | BCIL 2014      | Neoclassicisme XVIII-XIX            | Sant Carles de la Ràpita Pl. Carles, 37                                            | 40° 37′ 10″ N, 0° 35′ 34″ E / 40.6194°N,0.592807°E   | IPA-6422      | Carregueu una nova foto d'aquest monument |
| Espadanya i mur del Reial Monestir de Nostra Senyora de la Ràpita | BCIL 2014      |                                     | Sant Carles de la Ràpita Ptge. del Convent                                         | 40° 37′ 09″ N, 0° 35′ 35″ E / 40.619141°N,0.593043°E | IPA-6423      | Carregueu una nova foto d'aquest monument |
| Pou de les Figueretes                                             | BCIL 2014      | XVII-XVIII                          | Sant Carles de la Ràpita C. Alba                                                   | 40° 37′ 06″ N, 0° 35′ 37″ E / 40.618284°N,0.593625°E | IPA-6424      | Carregueu una nova foto d'aquest monument |
| Casa Alejos                                                       | BCIL 2014      | Noucentisme XX                      | Sant Carles de la Ràpita C. Governador Labadie, 2                                  | 40° 37′ 13″ N, 0° 35′ 31″ E / 40.620415°N,0.591937°E | IPA-6425      | Casa Alejos (Sant Carles de la Ràpita) · Vegeu més fotos d'aquest monument · Carregueu una nova foto d'aquest monument                                                  |
| Casa Castellà Beltran, Restaurant Cranc Roig                      | BCIL 2014      | Obra popular XIX                    | Sant Carles de la Ràpita C. Sant Francesc, 33, barri Marítim                       | 40° 37′ 10″ N, 0° 35′ 44″ E / 40.619406°N,0.595476°E | IPA-6426      | Carregueu una nova foto d'aquest monument |
| Col·legi públic Carles III                                        | BCIL 2014      | Noucentisme XX                      | Sant Carles de la Ràpita C. Constitució, 64                                        | 40° 37′ 17″ N, 0° 35′ 16″ E / 40.621460°N,0.587708°E | IPA-6427      | Carregueu una nova foto d'aquest monument |
| Col·legi públic Horta Vella                                       | BCIL 2014      | Darreres tendències XX              | Sant Carles de la Ràpita C. Mendez Nuñez, Port                                     | 40° 37′ 16″ N, 0° 35′ 45″ E / 40.621224°N,0.595923°E | IPA-6428      | Carregueu una nova foto d'aquest monument |
| Casablanca                                                        | BCIL 2014      | Obra popular XIX                    | Sant Carles de la Ràpita Ctra. Sant Carles - l'Encanyissada, partida de l'Anglés   | 40° 37′ 46″ N, 0° 38′ 19″ E / 40.629369°N,0.638507°E | IPA-6429      | Carregueu una nova foto d'aquest monument |
| Edificis i moll de la Real Compañia de Canalización del Ebro      | BCIL 2014      | Neoclassicisme XIX                  | Sant Carles de la Ràpita Inici de la ctra. al Poble Nou                            | 40° 37′ 18″ N, 0° 35′ 54″ E / 40.621794°N,0.598301°E | IPA-6430      | Edificis i moll de la Real Compañia de Canalización del Ebro (Sant Carles de la Ràpita) · Vegeu més fotos d'aquest monument · Carregueu una nova foto d'aquest monument |
| Far de Sant Carles                                                | BCIL 2014      | Arquitectura del ferro XIX-XX       | Sant Carles de la Ràpita Pg. del Port - platja Delicies, partida la Cenieta        | 40° 36′ 28″ N, 0° 35′ 07″ E / 40.607710°N,0.585265°E | IPA-6431      | Far de Sant Carles (Sant Carles de la Ràpita) · Vegeu més fotos d'aquest monument · Carregueu una nova foto d'aquest monument                                           |
| Far de la Banya                                                   | BCIL 2014      | XX                                  | Sant Carles de la Ràpita Ctra. Aluet-Alfacs, partida de la Punta de la Banya       | 40° 33′ 23″ N, 0° 38′ 50″ E / 40.556325°N,0.647332°E | IPA-6432      | Far de la Banya (Sant Carles de la Ràpita) · Vegeu més fotos d'aquest monument · Carregueu una nova foto d'aquest monument                                              |
| Drassanes de Carceller                                            | BCIL 2014      | Obra popular XVIII-XIX              | Sant Carles de la Ràpita C. Jaume el Conqueridor, 2 - c. Comte Floridablanca, Port | 40° 37′ 03″ N, 0° 35′ 37″ E / 40.617612°N,0.593508°E | IPA-6433      | Drassanes de Carceller (Sant Carles de la Ràpita) · Vegeu més fotos d'aquest monument · Carregueu una nova foto d'aquest monument                                       |
| Capelleta de Sant Sebastià                                        | BCIL 2014      | Obra popular XX                     | Sant Carles de la Ràpita C. Sant Sebastià, 35                                      | 40° 37′ 16″ N, 0° 35′ 30″ E / 40.621183°N,0.591678°E | IPA-6544      | Carregueu una nova foto d'aquest monument |
| Capelleta de la Mare de Déu de Montserrat                         | BCIL 2014      | Obra popular XX                     | Sant Carles de la Ràpita C. Montserrat, 29                                         | 40° 37′ 10″ N, 0° 35′ 40″ E / 40.619446°N,0.594325°E | IPA-6545      | Carregueu una nova foto d'aquest monument |
| Capelleta de Sant Jaume                                           | BCIL 2014      | Obra popular XX                     | Sant Carles de la Ràpita C. Jaume I, 35                                            | 40° 37′ 05″ N, 0° 35′ 28″ E / 40.618103°N,0.591141°E | IPA-6622      | Carregueu una nova foto d'aquest monument |
| Capelleta de Sant Roc                                             | BCIL 2014      | Obra popular XIX-XX                 | Sant Carles de la Ràpita C. Bisbe Aznar, 28                                        | 40° 37′ 13″ N, 0° 35′ 45″ E / 40.620394°N,0.595888°E | IPA-6623      | Carregueu una nova foto d'aquest monument |
| Capelleta de Sant Roc                                             | BCIL 2014      | Obra popular XIX-XX                 | Sant Carles de la Ràpita C. Sant Roc, 12                                           | 40° 37′ 13″ N, 0° 35′ 45″ E / 40.620215°N,0.595864°E | IPA-6624      | Carregueu una nova foto d'aquest monument |
| Capelleta de Sant Josep                                           | BCIL 2014      | Obra popular XX                     | Sant Carles de la Ràpita C. Sant Josep, 13                                         | 40° 37′ 18″ N, 0° 35′ 37″ E / 40.621694°N,0.593480°E | IPA-6625      | Carregueu una nova foto d'aquest monument |
| Capelleta de Sant Miquel                                          | BCIL 2014      | Obra popular XIX-XX                 | Sant Carles de la Ràpita C. Sant Miquel, 9                                         | 40° 37′ 13″ N, 0° 35′ 41″ E / 40.620243°N,0.594599°E | IPA-6626      | Carregueu una nova foto d'aquest monument |
| Capelleta de Sant Pere                                            |                | Obra popular XX                     | Sant Carles de la Ràpita C. Vista Alegre, 8                                        | 40° 37′ 05″ N, 0° 35′ 40″ E / 40.618186°N,0.594394°E | IPA-6627      | Carregueu una nova foto d'aquest monument |
| Capelleta de la Mare de Déu de la Cinta                           | BCIL 2014      | Obra popular XX                     | Sant Carles de la Ràpita C. Cinta, 38                                              | 40° 37′ 10″ N, 0° 35′ 26″ E / 40.619456°N,0.590522°E | IPA-6629      | Carregueu una nova foto d'aquest monument |
| Capelleta de la Mare de Déu del Carme                             | BCIL 2014      | Obra popular XIX-XX                 | Sant Carles de la Ràpita C. Carme, 18                                              | 40° 37′ 08″ N, 0° 35′ 44″ E / 40.61884°N,0.59564°E   | IPA-6630      | Carregueu una nova foto d'aquest monument |
| Capelleta de Sant Isidre                                          | BCIL 2014      | Obra popular XX                     | Sant Carles de la Ràpita C. Sant Isidre, 44                                        |                                                      | IPA-6632      | Carregueu una nova foto d'aquest monument |
| Capelleta de la Mare de Déu de la Constància                      |                | Obra popular XX                     | Sant Carles de la Ràpita C. Governador Labadie                                     | 40° 37′ 13″ N, 0° 35′ 32″ E / 40.62024°N,0.59217°E   | IPA-6634      | Carregueu una nova foto d'aquest monument |
| Capelleta de Santa Teresa                                         | BCIL 2014      | Obra popular XX                     | Sant Carles de la Ràpita C. Santa Teresa, 12                                       | 40° 37′ 08″ N, 0° 35′ 42″ E / 40.61901°N,0.59487°E   | IPA-6635      | Carregueu una nova foto d'aquest monument |
| Capelleta de Sant Rafael                                          | BCIL 2014      | Obra popular XX                     | Sant Carles de la Ràpita C. Sant Rafael, 15                                        | 40° 37′ 13″ N, 0° 35′ 45″ E / 40.62017°N,0.59593°E   | IPA-6636      | Carregueu una nova foto d'aquest monument |
| Capelleta de la Mare de Déu de l'Alegria                          |                | Obra popular XIX-XX                 | Sant Carles de la Ràpita C. Gorria, 17                                             | 40° 37′ 05″ N, 0° 35′ 31″ E / 40.61806°N,0.59197°E   | IPA-6637      | Carregueu una nova foto d'aquest monument |
| Capelleta de Sant Àngel de la Custòdia                            | BCIL 2014      | Obra popular XX                     | Sant Carles de la Ràpita C. Sant Àngel, 32                                         | 40° 37′ 11″ N, 0° 35′ 26″ E / 40.61963°N,0.59050°E   | IPA-6638      | Carregueu una nova foto d'aquest monument |
| Capelleta de la Mare de Déu dels Àngels                           | BCIL 2014      | Obra popular XX                     | Sant Carles de la Ràpita C. del Migdia, 11                                         |                                                      | IPA-6639      | Carregueu una nova foto d'aquest monument |
| Capelleta de la Mare de Déu del Pilar                             |                | Obra popular XX                     | Sant Carles de la Ràpita C. Pilar, 3                                               | 40° 37′ 13″ N, 0° 35′ 39″ E / 40.62025°N,0.59406°E   | IPA-6640      | Carregueu una nova foto d'aquest monument |
| Capelleta de la Mare de Déu del Remei                             | BCIL 2014      | Obra popular XVIII-XIX              | Sant Carles de la Ràpita C. del Remei, 9                                           | 40° 37′ 09″ N, 0° 35′ 31″ E / 40.61930°N,0.59194°E   | IPA-6641      | Carregueu una nova foto d'aquest monument |
| Capelleta de la Mare de Déu dels Dolors                           |                | Obra popular XIX-XX                 | Sant Carles de la Ràpita C. dels Dolors, 11                                        | 40° 37′ 09″ N, 0° 35′ 42″ E / 40.61923°N,0.59500°E   | IPA-6642      | Carregueu una nova foto d'aquest monument |
| Capelleta de Santa Elena                                          | BCIL 2014      | Obra popular XX                     | Sant Carles de la Ràpita C. Val de Zafán, 24                                       |                                                      | IPA-6643      | Carregueu una nova foto d'aquest monument |
| Capelleta de la Mare de Déu de Constància                         | BCIL 2014      | Obra popular XX                     | Sant Carles de la Ràpita C. Constància, 25                                         |                                                      | IPA-45517     | Carregueu una nova foto d'aquest monument |
| Capelleta de la Mare de Déu de la Ràpita                          | BCIL 2014      | Obra popular XX                     | Sant Carles de la Ràpita C. Mare de Déu de la Ràpita, 12                           |                                                      | IPA-45518     | Carregueu una nova foto d'aquest monument |

## Sant Jaume d'Enveja
| Monument                                                                  | Protecció    | Estil/època               | Localització                                                                                      | Coordenades                                          | Codi?         | Imatge |
| ------------------------------------------------------------------------- | ------------ | ------------------------- | ------------------------------------------------------------------------------------------------- | ---------------------------------------------------- | ------------- | --- |
| Torre de Sant Jordi                                                       | BCIN 1475-MH |                           | Sant Jaume d'Enveja Prop del Port Fangós (desapareguda)                                           |                                                      | RI-51-0006716 | Carregueu una nova foto d'aquest monument                                                                                               |
| Casa de l'illa de Buda                                                    |              | Obra popular XIX-XX       | Sant Jaume d'Enveja Illa de Buda                                                                  | 40° 42′ 27″ N, 0° 50′ 03″ E / 40.707481°N,0.834031°E | IPA-6440      | Casa de l'illa de Buda (Sant Jaume d'Enveja) · Vegeu més fotos d'aquest monument · Carregueu una nova foto d'aquest monument            |
| Església parroquial de Sant Jaume                                         | BCIL 1982    | Eclecticisme XX (1908)    | Sant Jaume d'Enveja Pl. 23 de juny                                                                | 40° 42′ 18″ N, 0° 43′ 01″ E / 40.704991°N,0.716806°E | IPA-6441      | Església parroquial de Sant Jaume (Sant Jaume d'Enveja) · Vegeu més fotos d'aquest monument · Carregueu una nova foto d'aquest monument |
| Església de Sant Llorenç                                                  |              | Obra popular XX (1944)    | Sant Jaume d'Enveja Pl. de l'Església, els Muntells                                               | 40° 40′ 15″ N, 0° 45′ 00″ E / 40.670744°N,0.750130°E | IPA-6442      | Carregueu una nova foto d'aquest monument                                                                                               |
| El Xalet                                                                  |              | Noucentisme XX Inici      | Sant Jaume d'Enveja C. Major, 53                                                                  | 40° 42′ 23″ N, 0° 43′ 03″ E / 40.706361°N,0.717453°E | IPA-6443      | El Xalet (Sant Jaume d'Enveja) · Vegeu més fotos d'aquest monument · Carregueu una nova foto d'aquest monument                          |
| Vil·la Tomàs                                                              |              | Obra popular XX           | Sant Jaume d'Enveja Av. de Balada, 62                                                             | 40° 42′ 31″ N, 0° 42′ 54″ E / 40.708491°N,0.714927°E | IPA-6445      | Carregueu una nova foto d'aquest monument                                                                                               |
| Habitatge a l'avinguda de l'Ebre, 61-63                                   |              | Obra popular XX           | Sant Jaume d'Enveja Av. de l'Ebre, 61-63                                                          | 40° 42′ 31″ N, 0° 42′ 54″ E / 40.7085°N,0.714927°E   | IPA-6447      | Carregueu una nova foto d'aquest monument                                                                                               |
| Maset Obert, o Masia de la Xula                                           |              | Obra popular              | Sant Jaume d'Enveja Finca de la Xula, partida la Torrassa                                         | 40° 41′ 43″ N, 0° 41′ 29″ E / 40.695159°N,0.691255°E | IPA-6449      | Carregueu una nova foto d'aquest monument                                                                                               |
| Barraca                                                                   |              | Obra popular              | Sant Jaume d'Enveja Finca Illa de Riu, partida de Senmenat                                        | 40° 42′ 02″ N, 0° 45′ 45″ E / 40.700442°N,0.762399°E | IPA-6451      | Carregueu una nova foto d'aquest monument                                                                                               |
| Vil·la Emília                                                             |              | Obra popular XX           | Sant Jaume d'Enveja Ctra. Sant Jaume - Amposta, camí del cementiri, a 2 km                        | 40° 42′ 26″ N, 0° 41′ 48″ E / 40.707347°N,0.696537°E | IPA-6454      | Carregueu una nova foto d'aquest monument                                                                                               |
| Antic cinema Califòrnia                                                   |              | Noucentisme XX (1947)     | Sant Jaume d'Enveja C. València - c. Santromà                                                     | 40° 42′ 23″ N, 0° 43′ 06″ E / 40.706311°N,0.718311°E | IPA-6455      | Carregueu una nova foto d'aquest monument                                                                                               |
| Fàbrica de Sifons Albacar                                                 |              | Obra popular XX (1944)    | Sant Jaume d'Enveja C. Vapor Anita, 5-9                                                           | 40° 42′ 12″ N, 0° 43′ 03″ E / 40.703406°N,0.717593°E | IPA-6456      | Carregueu una nova foto d'aquest monument                                                                                               |
| Antic molí arrosser de la Cooperativa Agrícola                            |              | Obra popular XX           | Sant Jaume d'Enveja C. València, 6                                                                | 40° 42′ 22″ N, 0° 43′ 03″ E / 40.706073°N,0.717421°E | IPA-6458      | Carregueu una nova foto d'aquest monument                                                                                               |
| Antic magatzem de la Germandat                                            |              | Obra popular              | Sant Jaume d'Enveja C. Balada, 6 - c. Dr. Canicio                                                 | 40° 42′ 28″ N, 0° 43′ 00″ E / 40.707877°N,0.716578°E | IPA-6459      | Carregueu una nova foto d'aquest monument                                                                                               |
| Passos de barcassa de Sant Jaume: transbordadors Garriga, Olmos i la Cava |              | Arquitectura del ferro XX | Sant Jaume d'Enveja C. Verge del Carme, 40 (Garriga), c. Unió, 164 (Olmos), c. Trinquet (la Cava) | 40° 42′ 29″ N, 0° 44′ 21″ E / 40.708098°N,0.739256°E | IPA-6460      | Passos de barcassa de Sant Jaume (Sant Jaume d'Enveja) · Vegeu més fotos d'aquest monument · Carregueu una nova foto d'aquest monument  |
| Barraca Conxita del Delta                                                 |              | Obra popular XX (1970)    | Sant Jaume d'Enveja C. Major, 36, els Muntells                                                    | 40° 40′ 16″ N, 0° 44′ 58″ E / 40.670985°N,0.749363°E | IPA-6462      | Carregueu una nova foto d'aquest monument                                                                                               |

## Santa Bàrbara
| Monument                                       | Protecció | Estil/època                            | Localització                                                                     | Coordenades                                          | Codi?     | Imatge |
| ---------------------------------------------- | --------- | -------------------------------------- | -------------------------------------------------------------------------------- | ---------------------------------------------------- | --------- | --- |
| Església parroquial de Santa Bàrbara           | BCIL 1982 | Eclecticisme, modernisme XIX-XX (1894) | Santa Bàrbara Pl. de Cid i Cid                                                   | 40° 42′ 53″ N, 0° 29′ 34″ E / 40.714706°N,0.492803°E | IPA-6463  | Carregueu una nova foto d'aquest monument                                                                      |
| Ajuntament                                     | BCIL 1982 | Modernisme XX (1909)                   | Santa Bàrbara Pl. de Cid i Cid                                                   | 40° 42′ 52″ N, 0° 29′ 34″ E / 40.714411°N,0.492834°E | IPA-6464  | Carregueu una nova foto d'aquest monument                                                                      |
| Antic escorxador municipal                     |           | Noucentisme XX (1928)                  | Santa Bàrbara Pg. de les Escoles                                                 | 40° 43′ 03″ N, 0° 29′ 46″ E / 40.717563°N,0.496072°E | IPA-6465  | Carregueu una nova foto d'aquest monument                                                                      |
| Masada de l'Alto                               |           | Obra popular XVIII-XIX                 | Santa Bàrbara C. Aire                                                            | 40° 42′ 51″ N, 0° 29′ 27″ E / 40.714114°N,0.490833°E | IPA-6466  | Carregueu una nova foto d'aquest monument                                                                      |
| Mas del Gironet                                |           | Obra popular XVIII-XIX                 | Santa Bàrbara Ctra. T-331, davant de la fàbrica de la Sansa                      | 40° 43′ 14″ N, 0° 30′ 11″ E / 40.7206°N,0.50299°E    | IPA-6467  | Carregueu una nova foto d'aquest monument                                                                      |
| Masada de Martí                                |           | Obra popular XVIII-XIX                 | Santa Bàrbara Ctra. T-331 d'Ulldecona a Tortosa                                  | 40° 42′ 44″ N, 0° 30′ 07″ E / 40.712168°N,0.501877°E | IPA-6468  | Carregueu una nova foto d'aquest monument                                                                      |
| Masada de Joanet de Pepet                      |           | Obra popular XVIII-XIX                 | Santa Bàrbara Camí de l'Escorxador                                               |                                                      | IPA-6469  | Carregueu una nova foto d'aquest monument                                                                      |
| Masada de Maso de Camps                        |           | Obra popular XVIII-XIX                 | Santa Bàrbara C. Garcia Valinyo                                                  |                                                      | IPA-6470  | Carregueu una nova foto d'aquest monument                                                                      |
| Casa Federico Espuny                           |           | Noucentisme XX (1910)                  | Santa Bàrbara C. Major, 59 - c. General Coco, 2                                  | 40° 42′ 53″ N, 0° 29′ 38″ E / 40.714788°N,0.493994°E | IPA-6472  | Carregueu una nova foto d'aquest monument                                                                      |
| Les Quatres Cases Vallès                       |           | Obra popular XIX-XX                    | Santa Bàrbara C. Major, 5-11                                                     | 40° 42′ 52″ N, 0° 29′ 29″ E / 40.71440°N,0.49136°E   | IPA-6473  | Carregueu una nova foto d'aquest monument                                                                      |
| Fàbrica de la Sansa                            |           | Obra popular XIX-XX                    | Santa Bàrbara Ctra. Santa Bàrbara - Tortosa                                      | 40° 43′ 16″ N, 0° 30′ 08″ E / 40.721225°N,0.502139°E | IPA-6474  | Carregueu una nova foto d'aquest monument                                                                      |
| Cooperativa Agrícola Sant Gregori              |           | Obra popular XX                        | Santa Bàrbara C. Diputació, 4                                                    | 40° 42′ 50″ N, 0° 29′ 23″ E / 40.714001°N,0.489682°E | IPA-6650  | Carregueu una nova foto d'aquest monument                                                                      |
| Societat agrària de transformació número 2.102 |           | Obra popular XX (1957)                 | Santa Bàrbara Pg. de les Escoles, 71                                             | 40° 43′ 03″ N, 0° 30′ 05″ E / 40.717520°N,0.501448°E | IPA-6651  | Carregueu una nova foto d'aquest monument                                                                      |
| Mas de Rata                                    |           | Obra popular XVIII-XIX                 | Santa Bàrbara C. Amistat - c. Mestre Pietat Bel Valls - pg. de la Generalitat    | 40° 42′ 47″ N, 0° 29′ 26″ E / 40.71315°N,0.49060°E   | IPA-30942 | Carregueu una nova foto d'aquest monument                                                                      |
| Llars de Campana                               |           | Obra popular XVIII-XX                  | Santa Bàrbara Adossades a les dependències dels antics molins de ginc            |                                                      | IPA-36282 | Carregueu una nova foto d'aquest monument                                                                      |
| Masada                                         |           | Obra popular XVIII-XIX                 | Santa Bàrbara Pg. de la Generalitat, 13                                          | 40° 42′ 48″ N, 0° 29′ 22″ E / 40.71320°N,0.48940°E   | IPA-37843 | Carregueu una nova foto d'aquest monument                                                                      |
| Molí de Vallès                                 |           | Obra popular XIX Inici                 | Santa Bàrbara Ctra. T-1025 de Sta. Bàrbara a Mas de Barberans, km 3              | 40° 43′ 14″ N, 0° 27′ 12″ E / 40.720509°N,0.453258°E | IPA-37844 | Molí de Vallès (Santa Bàrbara) · Vegeu més fotos d'aquest monument · Carregueu una nova foto d'aquest monument |
| Antic Pont del Ferrocarril                     |           | XIX                                    | Santa Bàrbara Rotonda d'accés a Santa Bàrbara de la carretera de circumval·lació | 40° 43′ 00″ N, 0° 30′ 20″ E / 40.71679°N,0.50544°E   | IPA-42211 | Carregueu una nova foto d'aquest monument                                                                      |

## Sénia, la
Vegeu la llista de monuments de la Sénia.

## Ulldecona
Vegeu la llista de monuments d'Ulldecona